# Skrovellav
Skrovellav (Lobaria scrobiculata) är en lav som hör till släktet lunglavar. Dess vetenskapliga artepitet scrobiculata kommer av scrobiculatus som har uttytts som "smågropig". Ovansidan på skrovellavens bål är också ojämnt bucklig, därav lavens namn. I Sverige är skrovellav utsedd till landskapslav för Jämtland.

## Beskrivning
Skrovellaven hör till de lavar som kallas bladlavar eftersom den har en bladlikt flikig bål. Bålen kan bli 20 centimeter i diameter och loberna, bålens flikar, är breda och rundade. Om laven är fuktig är bålens ovansida matt blågrå till blågrönaktig. Det blågrönaktiga utseendet beror på att lavens algskikt innehåller cyanobakterier (tidigare kallade blågröna alger). Om laven är torr har den en matt gulgråaktig färg. På bålens ovansida finns ganska vagt antydda åsar som bildar ett nätlikt mönster och spridda grå eller mörkare prickar. Prickarna är punktformig soral (en typ av asexuellt förökningsorgan hos lavar som bildar vegetativa förökningsknoppar kallade soredier). Bålens undersida är brunaktig och hårig med inslag av hårlösa ljusare fläckar.

## Utbredning
Skrovellaven är främst känd från områden med tempererat och nederbördsrikt klimat i Europa, Nordamerika och Asien och från Australien och Nya Zeeland.
I Sverige är skrovellaven utbredd över hela landet men är sällsynt och rödlistad som nära hotad. Den har sedan 1900-talets början minskat påtagligt i södra och mellersta Sverige och är där nu mycket sällsynt. Troligtvis beror tillbakagången på ökande luftföroreningar och på att skrovellaven har påverkats negativ av skogsbruket bland annat genom habitatförlust. Lavens främsta kvarvarande fäste i Sverige är de fjällnära skogarna.

## Ekologi
Skrovellaven vill ha hög och jämn luftfuktighet och trivs därför i fuktiga skogar och i närheten av vattendrag. Den växer främst på bark av olika lövträd, till exempel på stammen av asp, ask, björk, ek, lönn, rönn och sälg. Vanligast är den som många andra lavar på äldre och grova träd och en kontinuerlig tillgång på äldre och grova lövträd är också en utmärkande egenskap för områden där den kan finnas. Skrovellav kan även återfinnas på mossiga klippor och stenblock, särskilt i fjällnära områden.